# Nigerian Railway Corporation
Die Nigerian Railway Corporation (NRC) ist die staatliche Eisenbahngesellschaft in Nigeria.

## Geschichte
Die Nigerian Railways entstanden am 3. Oktober 1912 durch den Zusammenschluss der Lagos Government Railway und der Baro-Kano Railway. Die Gesellschaft erhielt 1955 ihren heutigen Namen. Die britische Kolonialverwaltung ließ das Schienennetz als Kapspur errichten, es erreichte seine größte Ausdehnung 1964 kurz nach der Unabhängigkeit des Landes.
Fehlender Unterhalt der Infrastruktur und des Wagenmaterials sowie eine hohe Anzahl an Beschäftigten führte zu hohen Verlusten, die nicht vom Staat übernommen wurden. 1988 meldete die NRC Konkurs an und kündigte einem Viertel der Angestellten, woraufhin die restliche Belegschaft sechs Monate lang streikte.
2005 reduzierte die NRC nach verschiedenen Reorganisationen den Passagierbetrieb auf je vier Abfahrten pro Woche ab Lagos und ab Port Harcourt. Je zwei der vier Züge ab beiden Städten fahren nach Kano, je einer nach Jos und Maiduguri. Zwischen Lagos und Ifaw wird ein Regionalverkehr über eine Entfernung von 48 Kilometer durchgeführt. Dieser wird auf Bestellung der Stadt Lagos durchgeführt.
| Schienennetz in Nigeria, Stand 2011 |            |
| Kapspur                             | Normalspur |

Mazi Jetson Mwakwo, damaliger Direktor der NRC, bemängelte 2008, dass das Bahnsystem in Nigeria an mangelnder politischer Unterstützung leide. Während die NRC zwischen 1954 und 1975 45.000 Angestellte hatte, beschäftigte sie im Jahr 2008 gerade einmal 6.516 Menschen. Mwakwo stellte heraus, dass seit 1993 keine neuen Wagen beschafft wurden und vereinzelt bis zu 60 Jahre altes Rollmaterial im Dienst sei. Die Infrastruktur erlaube nur Geschwindigkeiten von bis zu 35 km/h.
Die NRC verzeichnete im ersten Halbjahr 2021 Rekordeinkünfte in Höhe von 2,12 Milliarden Naira (ca. 4,664 Mio. Euro), eine Steigerung von 31 % zum Vergleichszeitraum 2019, der den bisherigen Rekordumsatz verzeichnete. Dabei waren die Einkünfte aus dem Gütertransport rückläufig, die Zugewinne stammen hauptsächlich aus dem Passagiertransport zwischen Lagos und Ibadan auf der neuen Normalspur.
Im Sommer 2022 ging die E-Ticketing App online.

## Strecken

### Allgemein
Keine Strecke der NRC ist elektrifiziert. 157 Kilometer zwischen Lagos und Ibadan sind zweigleisig ausgeführt. Die Schienenwege sind meist aus Schienen mit einem Metergewicht von 29,8 kg, 34,7 kg oder 39,7 kg gebaut. Insgesamt umfasst das Netz der NRC knapp 4.000 Kilometer Länge. Das Netz der NRC hat noch keine Verbindung zum Bahnnetz benachbarter Staaten.

### Kapspur

#### Bestand
Die Nigerian Railway Corporation betreibt ein 3.505 Kilometer langes Streckennetz in Kapspur bestehend aus folgenden Strecken:
- Lagos–Agege–Ifaw–Ibadan–Ilorin–Minna–Kaduna–Zaria–Kano–Nguru, 1356 Kilometer
- Ifaw–Ilaro, 20 Kilometer
- Minna–Baro, 155 Kilometer
- Zaria–Kaura Namoda, 245 Kilometer
- Kaduna–Kafanchan–Kuru–Bauchi–Maiduguri, 885 Kilometer
- Kuru–Jos, 55 Kilometer
- Kafanchan–Makurdi–Enugu–Port Harcourt, 737 Kilometer

Die Strecke nach Gusau ist nach dem Einsturz einer Brücke seit 2002 gesperrt.
Der Reiseverkehr zwischen Lagos nach Kano wurde 2013 nach Renovierungsarbeiten wieder aufgenommen.
Im September 2022 wurde nach zehn Jahren Unterbrechung die Verbindung von Bauchi mit dem Vorort Inkil wieder aufgenommen. Der Zugverkehr in dieser Gegend, dem Nordosten Nigerias, lag wegen der Boko-Haram-Unruhen still und die Eisenbahninfrastruktur wurde anschließend renoviert.

#### Planung und Bau
Am 9. März 2021 begann der Bau der 1.443 km lange Eastern Rail Line von Port Harcourt nach Maiduguri. Die Maßnahme umfasst sowohl auch Renovierung und Wiederaufbau bestehender Streckenabschnitte sowie neue Zweigstrecken nach Owerri und Damaturu, die die Gesamtlänge des Vorhabens auf 2.044 km erhöhen. Die Fertigstellung ist für 2024[veraltet] geplant.
Die Regierung erwägt, das vorhandene Streckennetz von Kapspur auf Normalspur umzubauen.

### Normalspur
Einige neuere Strecken wurden im zweiten Jahrzehnt des 21. Jahrhunderts in Normalspur errichtet. Zum Teil handelt es sich um neue Trassen, zum Teil um Bauten parallel zu bestehenden Strecken in Kapspur. In Betrieb sind derzeit drei Anlagen, die aber untereinander (noch) nicht verbunden sind und Inselbetriebe darstellen.
Entlang aller neuen Normalspurstrecken wurden moderne Bahnhofsgebäude errichtet. Der neue Hauptbahnhof von Lagos, Mobolaji Johnson, etwa bietet z. B. klimatisierte Warteräume, behindertengerechten Zugang zu den Gleisen, flughafenähnliche Anzeigetafeln für die Abfahrtzeiten, saubere Toiletten und ausgebildetes Personal für medizinische Notfälle.

#### Warri–Itakpe
Die Bahnstrecke Warri–Itakpe ist längste Normalspurstrecke in Nigeria. Die ursprünglich 51,5 Kilometer lange Strecke führte von den Erzminen in Itakpe zum damals geplanten Stahlwerk in Ajaokuta. Am 29. September 2020 wurde eine 276 km umfassende Verlängerung und damit die Warri–Itakpe Railway offiziell von Präsident Muhammadu Buhari in einer virtuellen Zeremonie eröffnet. 2018 waren zweimal Mitarbeiter der China Civil Engineering Construction, die an diesem Projekt arbeiteten, durch „Banditen“ angegriffen worden. Reisezüge verkehren auf der Normalspurstrecke seit Oktober 2020 und Güterzüge seit April 2021.
Es gibt Pläne, die Strecke von Ajaokuta nach Abuja zu verlängern. Sie hätte dann eine Länge von 500 km.

#### Abuja–Kaduna
Diese Strecke ging 2016 in Betrieb und war ein großer Erfolg, der vor allem darauf beruhte, dass die parallele Straßenverbindung von Räubern und Entführern beherrscht wird, die Bahn dagegen als sicher galt. Nach einem entsprechenden Sprengstoffanschlag und Überfall auf einen Zug ruhte der Verkehr allerdings vom 28. März bis zum 5. Dezember 2022.

#### Lagos–Ibadan
Die zweigleisige Strecke Lagos–Ibadan wurde seit März 2017 durch die CCECC gebaut und am 10. Juni 2021 im neuen Hauptbahnhof von Lagos eingeweiht. Sie ist 157 km lang und führt über Abeokuta. Sie ist die erste zweigleisige Normalspurstrecke in West-Afrika. Eine Fahrt Lagos-Ibadan dauert zweieinhalb Stunden, halb so lange wie die entsprechende Autofahrt. Alle drei Klassen (Standard, Business und First) sind klimatisiert und haben drei Overhead-Bildschirme. Die Fensterplätze sind mit Steckdosen und USB-Ladestationen ausgestattet. Kritisiert wird, dass Tickets nicht online und nur gegen Barzahlung erhältlich sind, sowie, dass in beiden Richtungen jeweils nur zwei Fahrten am Tag stattfinden. Gelobt werden Pünktlichkeit und Reinlichkeit der Züge. Die bestehenden Kapspurgleise sollen von der „Roten Linie“ der im Bau befindlichen S-Bahn von Lagos, der Lagos Light Rail, mit genutzt werden.

#### Projekte
Lagos–Calabar
Von der nigerianischen Bundesregierung beschlossen ist bereits eine Bahnstrecke von Lagos nach Calabar die einen Abzweig über die Zweite Nigerbrücke nach Enugu erhalten soll.
Port Harcourt–Makurdi
Eine weitere Strecke ist für die Verbindung von Port Harcourt nach Makurdi über eine Länge von 463 km geplant.
Kano–Maradi
Im Februar 2021 wurde unter der Federführung der portugiesischen Mota-Engil SGPS SA mit dem Bau einer Normalspurverbindung von Kano nach Maradi, der zweitgrößten Stadt im Niger, begonnen. Die Inbetriebnahme der Strecke ist für 2023[veraltet] geplant. Es wird die erste grenzüberschreitende Strecke Nigerias. Nach Inbetriebnahme rechnet die nigerianische Regierung mit Umleitungseffekten von Nigers Güterverkehr, der momentan per LKW durch Benin abgewickelt wird. Zudem sollen neue wirtschaftliche Möglichkeiten in Maradi das Geschäft von Schleppern zerstören.

### Schmalspur
Seit 1912 wurde zwischen Zaria and Jos eine Bahnstrecke mit 762 mm Spurweite und einer Länge von 194 Kilometer betrieben. Diese Strecke wurde 1957 stillgelegt und abgebaut.

## Rollmaterial
1936 war die Gesellschaft im Besitz von 234 Lokomotiven, 274 Personen- und 3604 Güterwagen. 1954 wurden mehrere dreiteilige Dampftriebwagen-Züge von Metro-Cammell bezogen, von denen zumindest zwei Exemplare bis in die 1970er Jahre im Einsatz waren.
Heute besitzt die NRC knapp 200 Diesellokomotiven, von denen jedoch bis zu 75 % nicht im Einsatz sind. Daneben besitzt sie 54 Rangierlokomotiven, 480 Personenwagen und 4900 Güterwagen. Weniger als 50 % der Wagen sind im einsatzfähigen Zustand.
Für die Passagiere werden die Personenzüge mit Schlafwagen, klimatisierten 1.-Klasse-Wagen und nicht klimatisierten 2.-Klasse-Wagen betrieben. Die Züge von und nach Lagos führen dazu noch Speisewagen.
Eine Erneuerung des Triebfahrzeugparks fand 2010 statt. Die NRC erwarb 25 neue sechsachsige Lokomotiven des Typs C25 von General Electric.
Noch 2023 soll vor den Toren von Lagos, in Ifo Junction, die Lokomotiven- und Waggonfabrik Kajola in Betrieb genommen werden. Sie soll Schienenfahrzeuge für den westafrikanischen Markt produzieren. Im Februar 2023 wurde vermeldet, dass der Bau „zu 95 % abgeschlossen“ ist.

### Technische Details
Die NRC verwendet als Kupplung die sogenannte ABC-Kupplung, die aus der Janney-Kupplung abgeleitet ist. Als Bremssystem verwendet die NRC ein Vakuumbremssystem, wie es weltweit auch bei anderen Bahnunternehmen zum Einsatz kommt.